# Amblyeleotris japonica
Amblyeleotris japonica es una especie de peces de la familia de los Gobiidae en el orden de los Perciformes.

## Morfología
Los machos pueden llegar a alcanzar los 7,4 cm de longitud total.

## Distribución geográfica
Se encuentra en el Índico y Pacífico occidental. 

## Observaciones
Es inofensivo para los humanos. 